# Regionales Schutzgebiet Maijuna Kichwa
Das Regionale Schutzgebiet Maijuna Kichwa (span. Área de Conservación Regional Maijuna Kichwa) befindet sich in der Region Loreto in Nord-Peru. Das Schutzgebiet wurde am 17. Juni 2015 durch das Decreto Supremo Nº 008-2015-MINAM eingerichtet. Die Regionalregierung von Loreto ist die für das Schutzgebiet zuständige Behörde. Das Schutzgebiet besitzt eine Größe von 3910,4 km². Es dient der Erhaltung des tropischen Regenwaldes und damit einem Ökosystem bedrohter Pflanzen- und Tierarten. Es wird in der IUCN-Kategorie VI als ein Schutzgebiet geführt, dessen Management der nachhaltigen Nutzung natürlicher Ökosysteme und Lebensräume dient. Die Region bildet das Siedlungsgebiet der Maijuna. Es befinden sich 4 Eingeborenensiedlungen in dem Schutzgebiet.

## Lage
Das Schutzgebiet liegt im Amazonasbecken 110 km nordnordöstlich der Regionshauptstadt Iquitos zwischen den Flussläufen von Río Napo im Südwesten und dem Río Algodón im Norden. Es liegt in den Distrikten Putumayo (Provinz Putumayo), Napo, Mazán und Las Amazonas (alle drei in der Provinz Maynas) sowie Pebas (Provinz Mariscal Ramón Castilla). Das Schutzgebiet ist Teil eines größeren Verbundes. Es grenzt im Südosten an das regionale Schutzgebiet Ampiyacu Apayacu. Der Nordteil des Schutzgebietes wird vom Río Algodoncillo, Nebenfluss des Río Algodón, in östlicher Richtung, der Südteil vom Río Sucusari, Nebenfluss des Río Napo, in südlicher Richtung durchflossen.

## Ökologie
In dem Gebiet kommen u. a. folgende Säugetierarten vor: der Großmazama (Mazama americana), der Graumazama (Mazama gouazoubira), der Rote Brüllaffe (Alouatta seniculus), das Halsbandpekari (Pecari tajacu), der Flachlandtapir (Tapirus terrestris), das Paka (Cuniculus paca), der Cuandu (Coendou prehensilis), das Schwarze Aguti (Dasyprocta fuliginosa), das Neunbinden-Gürteltier (Dasypus novemcinctus), das Eigentliche Zweifingerfaultier (Choloepus didactylus), der Südamerikanische Nasenbär (Nasua nasua) und der Krabbenwaschbär (Procyon cancrivorus) sowie der Riesenotter (Pteronura brasiliensis).
Zur Vogelwelt im Schutzgebiet gehört der Rothokko (Nothocrax urumutum), der Blaukehlguan (Pipile cumanensis), der Spixguan (Penelope jacquacu), die Rotachseltaube (Leptotila rufaxilla), die Rotrückentaube (Patagioenas cayennensis), die Purpurtaube (Patagioenas subvinacea), der Grauflügel-Trompetervogel (Psophia crepitans) und die Cayenneralle (Aramides cajaneus).